# Jezero smrti
Jezero smrti je anglický horor z roku 2008. Scénář k filmu napsal James Watkins, který se ujal i jeho režie. Hlavní role ztvárnili Kelly Reillyová v roli Jenny a Michael Fassbender v roli Stevea.

## Děj
Hlavními postavami filmu jsou mladý pár Jenny (Kelly Reillyová) a Steve (Michael Fassbender). Ti přijíždí na dovolenou k bývalému lomu, který je zatopen. Romantická dovolená však netrvá dlouho, hned na břehu jezera se setkávají s partou několika mladých výrostků, kteří na mladý pár začnou dorážet a chovají se k němu agresivně. Když se jim Steve snaží domluvit, neposlouchají ho a ještě mu vynadají. Pár přečká na místní pláži noc. Druhý den se Steve jde potápět, mezitím však výrostci ukradnou Jenny tašku s klíčky od auta a dalšími osobními věcmi. Mladý pár zjistí, že auto je pryč a že ho ukradla parta výrostků.
Po osobní potyčce mezi oběma stranami Steve náhodou zabije jejich psa. To partu mladých lidí v čele s Brettem (Jack O'Connell) rozběsní a začnou Stevea a Jenny pronásledovat. Jenny se podaří utéct, ale Stevea chytnou a brutálně mučí – přivážou ho ostnatým drátem ke kůlu a postupně do něj celá parta řeže nožem. Jenny je pozoruje zpovzdálí, avšak kvůli mobilu je prozrazena a parta výrostků ji začne honit. Mezitím se Steveovi podaří utéct, je však těžce zraněn a když se setká v lese Jenny, nemůže už dál a Jenny jej nechá v lese.
Snaží se najít cestu z lesa a potká mladého hocha, který ji však namísto do města odvede k partě výrostků. Přivážou Jenny s už mrtvým Stevem k sobě a zapálí je. Jenny se i tehdy podaří utéct, Brett ve vzteku zapálí hocha, který Jenny k partě přivedl. Jenny v zoufalství bloudí lesem, když potká kluka z party, zabije ho střepem. Zbylí členové party začnou panikařit. Jeden z nich chce volat domů, ale Brett ho umlátí. Dívka patřící k partě proto uteče pryč. Když už se zdá, že se Jenny zachrání, padne do rukou otce, kterému zabila dítě a ten ji zabije.